# 篠原さなえ
篠原 さなえ（しのはら さなえ、10月2日生まれ）は、日本の女性ナレーター、声優、リポーター。

## 来歴
東京都品川区出身。豊島岡女子学園中学校・高等学校、駒澤短期大学国文科卒業。
学生時代、エフエム東京のDJとしてデビューし、料理番組の司会やレポーターなど、タレント活動を開始する。
短大卒業後、81プロデュース発足時に参加。声優として「うる星やつら」でデビュー。2年ほどアニメを中心に声優活動をするが、同時進行していたスポーツ関係の仕事が忙しく、次第に軸足をスポーツに移すようになる。東日本放送「夏の高校野球・宮城大会」で女性初の実況アナウンサーとしてデビュー。5年実況を務めた後、青森朝日放送「めざせ甲子園」のディレクター兼ナレーターを8年務めた。
2003年より、ナレーター事務所、ヴォイスガレージに所属。2012年10月フリーに。主に、番組・CMなどのナレーターとして活動する傍ら、執筆やセミナー、講演会などを行う。
2012年12月｢『魅せる声』のつくり方」（講談社ブルーバックス）、2013年11月｢人生が変わる 声の出し方｣（すばる舎）を刊行。

## 主な出演

### テレビ
スポーツ
- 東日本放送 「夏の高校野球・宮城県大会」：実況
- 東日本放送 「宮城県少年野球・リトルリーグ決勝戦」：実況
- TVKテレビ 「日産グリーンカップ全国草野球決勝大会」：実況
- MXテレビ 「東京六大学野球」：実況
- TVKテレビ 「日本選手権 競輪」・「高校ラグビー全国制覇」・「女子競艇」・「関東男子バスケット」
- TVKテレビ「大井競馬中継」（芸名 桜井かおり）
- 静岡第一テレビ 「プロアマチャリティーゴルフ」
- 熊本放送 「ティーボール中継」実況
- 青森朝日放送 「めざせ甲子園」：ディレクター&ナレーター

ナレーション・レポーターなど
- NHKテレビ 「クイズリバースオン」
- TBSテレビ 「世界 NO,1クイズ」・「世界まるごとHOWマッチ」
- フジテレビ 「プロ野球ニュース」
- 日本テレビ「ミラクル☆シェイプ」・「ネオハイパーキッズ」・「ぱぶりっ」
- 読売テレビ 「ジパング朝6」
- テレビ朝日 「モーニングショー」
- テレビ朝日「特捜最前線」・第420話「女未決囚408号の告白！」（DJ役）
- テレビ東京 「ぐっともーにんぐ」・「さなえと小松原のマドンナ的グルメ」・「風は世田谷」
- BS朝日 「AMCセレクトショッピング」
- BS-i 「Dr.高須の美美美 ! 」
- CS 「今始まる！デジタルID革命 世界情報通信サミット2004」：ナレーション
- TVKテレビ 「おしゃべりトマト」・「華麗なるグルメバトル」
- 伊豆急ケーブルネットワーク「いい伊豆みつけた」
- 静岡第一テレビ 「篠原さなえのシイタケの旅」

声優
- テレビ東京 「まいっちんぐマチコ先生」
- フジテレビ 「うる星やつら」浅野由美子
- NHK教育テレビ 「おとぎのへや」いのちの水
- フジテレビ 「OKAWARI-BOY スターザンS」オジン坊[4]
- テレビ朝日 「オヨネコぶーにゃん」ひなぎく[5]
- 読売テレビ 「ロボタン」
- バンダイ衛星 「ゼロウス」希代阿弥
- NHK 「アテネ下町物語」ボイスオーバー

### ラジオ
スポーツ
- ニッポン放送 「さなえのショウアップナイター・ウオッチング」
- ニッポン放送 「国際千葉駅伝」実況
- ニッポン放送 「実況プロ野球」・「ジュニアオールスター」：ベンチレポーター
- ニッポン放送 「ヘンリーレガッタ中継」・「ラグビー中継」・「年末スポーツスペシャル」
- 民放連 「長野オリンピック」
- ラジオ日本 「プロ野球スタージョッキー」・「福留功男のスポーツ超特急」

ナレーション・DJなど
- エフエム東京「三浦友和ひとつぶの青春」
- ラジオ日本 「スタジオバイブレーション」
- エフエム沖縄「旅の空から」
- 西日本放送 「インテリアロック・音楽は今風になる」
- ニッポン放送 「所ジョージのサンデースポーツパラダイス」[6]・「カモン・ザ・ナイト 大江戸アドヴェンチャー」
- 朝日放送 「ABC東京発 アーチストNOW」
- NHKラジオ 「ヤング･ラジオ・マガジン」
- 東海ラジオ 「今夜もキラキラ・ラジオコミックス」
- NHK-FM 「海外ラジオドラマ特集」